# Palais du Saint-Office
Le palais du Saint-Office (en italien : Palazzo del Santo Uffizio ou Palazzo del Sant'Uffizio) se trouve sur le territoire italien, au sud de la Basilique Saint-Pierre et de la colonnade du Bernin. Néanmoins, la portion se trouvant en territoire italien est une propriété du Saint-Siège sous statut d'extraterritorialité. Ce bâtiment abrite la Congrégation pour la doctrine de la foi (appelé Saint-Office), dont l'ancêtre est la Sacrée congrégation de l'inquisition romaine et universelle : il s'agissait du siège de l'Inquisition romaine. Il servait à la fois de tribunal mais aussi de prison pour le compte de l'Église catholique.
En 1980, le palais est inclus dans la liste du patrimoine mondial en Europe par l'Unesco, avec le numéro d'identification 91-015.

## Histoire
Le bâtiment est construit en 1514 par le cardinal Lorenzo Pucci. Il est racheté en 1566-1567 par le pape Pie V pour 50 000 couronnes. En 1586, sous Sixte V, ce bâtiment héberge les prisons du Vatican qui seront restaurées et réhabilitées de 1811 à 1814 (Léon XII). En 1869, la façade du bâtiment est achevée. De 1921 à 1925, le palais est totalement rénové (Benoit XV).
La création de la congrégation du Saint-Office, en 1542, est consécutive à la réforme protestante. C'est en ces lieux que se tiennent les procès en hérésie (polygamie, sodomie, sorcellerie) ou ceux de Galilée, Giordano Bruno ou Tommaso Campanella.